# Кожара, Леонид Александрович
Леони́д Алекса́ндрович Кожа́ра (укр. Леонід Олександрович Кожара; род. 14 января 1963, Полтава) — украинский политический и государственный деятель, дипломат. Депутат Верховной рады Украины нескольких созывов — член Партии регионов Украины. Министр иностранных дел Украины с 24 декабря 2012 до 23 февраля 2014 года, бывший председатель ОБСЕ и ОЧЭС.

## Биография
В 1985 году окончил факультет международных отношений Киевского университета им. Т. Шевченко по специальности «юрист-международник, референт-переводчик английского языка».
В 1985—1990 годах — научный сотрудник Киевской высшей партийной школы.
В 1990—1992 годах — старший консультант Комиссии по вопросам государственного суверенитета, межнациональных и межреспубликанских отношений Секретариата Верховной Рады Украины.
В 1991 году окончил аспирантуру Института государства и права НАНУ по специальности «государственное, административное и финансовое право, советское строительство».
В 1992—1994 годах работа в службе по международным вопросам Администрации Президента Украины Леонида Кравчука.
В 1994—1997 годах — первый секретарь политической секции Посольства Украины в США.
В 1997—2002 годах работал в Администрации Президента Леонида Кучмы на должностях заместителя заведующего отделом, заведующего отделом, заместителя руководителя Главного управления по вопросам внешней политики Администрации Президента.
В 2002—2004 годах — Чрезвычайный и Полномочный Посол Украины в Королевстве Швеция.
В 2004—2005 годах — заместитель главы Администрации Президента Украины — руководитель Главного управления по вопросам внешней политики, Советник Президента Украины по международным вопросам, Секретарь Государственного совета по вопросам европейской и евроатлантической интеграции.
После «Оранжевой революции» работал юрисконсультом ООО «ПНБК».
С 2005 по 2006 год — советник по международным вопросам лидера Партии регионов
В 2006—2007 годах — народный депутат Украины V созыва от Партии регионов (№ 139 в избирательном списке). Секретарь Комитета Верховной Рады по иностранным делам.
С ноября 2007 года народный депутат Украины VI созыва от ПР (№ 163 в избирательном списке). Заместитель Председателя Комитета по иностранным делам.
С октября 2008 года — президент Центра международных и сравнительных исследований.
С марта 2010 года — советник Президента Украины по международным вопросам.
С сентября 2010 года — заместитель председателя Партии регионов по вопросам международной политики.
С 2012 года — народный депутат Украины VII созыва от ПР.
24 декабря 2012 года назначен Указом Президента Украины на должность Министра иностранных дел Украины.
23 февраля 2014 года Верховная Рада Украины отправила в отставку исполняющего обязанности Министра иностранных дел Леонида Кожару и назначила исполняющим обязанности Министра иностранных дел Андрея Дещицу.
В марте 2014 года на своей странице в фейсбуке он заявлял о своем пребывании в Киеве, хотя сервис указал его местонахождением вьетнамский Ханой. Ныне проживает на Украине, заместитель главы партии «Социалисты».

## Ранги
- С августа 2001 года — чрезвычайный и полномочный посланник 1 класса[6]
- С января 2002 года — государственный служащий 4 ранга
- С декабря 2003 года — чрезвычайный и полномочный посол[7]
- С августа 2004 года — государственный служащий 3 ранга
- С октября 2004 года — государственный служащий 2 ранга[8]

## Скандалы
4 июля 2015 года в своем Facebook Леонид Кожара опубликовал копию письма, якобы направленного американским сенатором Ричардом Дурбиным украинскому премьер-министру Арсению Яценюку с предложениями о перестановках в правительстве. После появления ряда публикаций о «письме Яценюку» в СМИ, Кожара написал, что речь идет «о перепосте», и он не может ни подтвердить, ни опровергнуть его подлинность.
Ричард Дурбин категорически опроверг подлинность письма, а его пресс-служба указала на ряд ошибок, допущенных автором подделки (несуществующий пост Дурбина, неграмотный текст). О существовании документа американский законодатель поставил в известность ЦРУ и ФБР).
25 марта 2020 года полиция задержала бывшего министра иностранных дел Леонида Кожару по подозрению в убийстве генерального директора Atlantic Group Сергея Старицкого в селе Чайки Киевской области. Супруги Кожары утверждали, что их гость застрелился сам после совместной выпивки. При этом выстрел был сделан из пистолета Jericho 941, зарегистрированного на экс-главу МИД. 21 мая 2020 года Кожара внёс 2,1 миллиона гривен залога.

## Награды
- Орден «За заслуги» III степени (август 2011)[12].